# Rom Carmel Industries
Rom Carmel Industries (hebräisch תַּעֲשִׂיּוֹת רוֹם כַּרְמֶל Taʿassijjōt Rōm Karmel) war ein israelischer Hersteller von Kraftfahrzeugen.

## Unternehmensgeschichte
Das Unternehmen aus Haifa setzte ab 1974 in Nachfolge der Autocars Company die Produktion von Automobilen fort. Die Markennamen lauteten Rom und Rom Carmel. Im Oktober 1977 kam es zur Fusion mit Urdan Industries. Bis 1979 waren 650 Mitarbeiter beschäftigt, danach noch 400. Im Sommer 1981 endete die Produktion. Die Anzahl gefertigter Fahrzeuge sank von anfangs 1600 jährlich auf 540 im Jahre 1980.

## Fahrzeuge
Der 1301 war eine viertürige Limousine mit einer Karosserie aus Fiberglas. Davon abgeleitet waren der 1300 Kastenwagen sowie ein Pick-up. Ein Vierzylindermotor von Triumph mit 1296 cm³ Hubraum und 54 PS Leistung trieb die Fahrzeuge an.
Eine andere Quelle gibt an, dass Limousine und Kombi zunächst 1300 und nach einer Modellpflege 1301 genannt wurden. Demnach trieb ein Motor von Simca mit 1295 cm³ Hubraum die Fahrzeuge an.